# حكومة حافظ الأسد
تشكلت حكومة حافظ الأسد في 21 تشرين الثاني 1970 بموجب المرسوم رقم 2616 لعام 1970 القاضي بتشكيل حكومة الجمهورية العربية السورية برئاسة الفريق حافظ الأسد واستمرت حتى 3 نيسان 1971. هذه الحكومة هي الوزارة رقم 76 منذ استقلال سورية عن الدولة العثمانية عام 1918، وهي أول وزارة منذ وصول حافظ الأسد إلى السلطة حيث قام بتعيين أحمد الخطيب رئيساً للدولة وترأس هو الحكومة. في 22 شباط 1971 أصبح حافظ الأسد رئيساً للدولة ليشغل إلى جانب ذلك منصبي رئيس الحكومة ووزير الدفاع. في 3 نيسان 1971 قام بتعيين اللواء الركن عبد الرحمن خليفاوي ليرأس أول حكومة في عهده الذي استمر حتى مفارقته للحياة في 10 حزيران 2000.

## التشكيل الوزاري
تألفت حكومة حافظ الأسد من الوزراء:
| الترتيب | المنصب                           | الصورة | شاغل المنصب        | الحزب^                     | الحزب^ | في المنصب من         | في المنصب حتى        |
| ------- | -------------------------------- | ------ | ------------------ | -------------------------- | ------ | -------------------- | -------------------- |
| –       | رئيس مجلس الوزراء                |        | حافظ الأسد         | حزب البعث العربي الاشتراكي |        | 21 تشرين الثاني 1970 | 3 نيسان 1971         |
| –       | نائب رئيس مجلس الوزراء           |        | عبد الحليم خدام    | حزب البعث العربي الاشتراكي |        | 21 تشرين الثاني 1970 | 11 آذار 1984         |
| –       | نائب رئيس مجلس الوزراء           |        | محمد طلب هلال      | حزب البعث العربي الاشتراكي |        | 21 تشرين الثاني 1970 | 23 كانون أول 1972    |
| –       | نائب رئيس مجلس الوزراء           |        | محمود الأيوبي      | حزب البعث العربي الاشتراكي |        | 21 تشرين الثاني 1970 | 3 نيسان 1971         |
|         | الدفاع                           |        | حافظ الأسد         | حزب البعث العربي الاشتراكي |        | 1 آذار 1966          | 3 نيسان 1971         |
|         | الخارجية                         |        | عبد الحليم خدام    | حزب البعث العربي الاشتراكي |        | 21 تشرين الثاني 1970 | 11 آذار 1984         |
|         | الزراعة والإصلاح الزراعي         |        | محمد طلب هلال      | حزب البعث العربي الاشتراكي |        | 21 تشرين الثاني 1970 | 3 نيسان 1971         |
|         | التربية                          |        | محمود الأيوبي      | حزب البعث العربي الاشتراكي |        | 29 أيار 1969         | 3 نيسان 1971         |
|         | الصحة                            |        | داود الرداوي       |                            |        | 21 تشرين الثاني 1970 | 3 نيسان 1971         |
|         | الأشغال العامة والثروة المائية   |        | عبد الغني قنوت     | حركة الاشتراكيين العرب     |        | 21 تشرين الثاني 1970 | 7 آب 1976            |
|         | التعليم العالي                   |        | شاكر الفحام        | حزب البعث العربي الاشتراكي |        | 21 تشرين الثاني 1970 | 26 أيلول 1973        |
|         | النفط والكهرباء والثروة المعدنية |        | مصطفى حداد         |                            |        | 21 تشرين الثاني 1970 | 22 آذار 1972         |
|         | الأوقاف                          |        | غالب عابدون        |                            |        | 1 آذار 1966          | 3 نيسان 1971         |
|         | التموين والتجارة الداخلية        |        | سهيل الغزي         |                            |        | 21 تشرين الثاني 1970 | 3 نيسان 1971         |
|         | الإعلام                          |        | ناجي الدراوشة      | حزب البعث العربي الاشتراكي |        | 21 تشرين الثاني 1970 | 3 نيسان 1971         |
|         | المالية                          |        | نور الله نور الله  |                            |        | 29 أيار 1969         | 1 أيلول 1974         |
|         | الثقافة والسياحة والإرشاد القومي |        | فوزي كيالي         | الاتحاد الاشتراكي العربي   |        | 21 تشرين الثاني 1970 | 22 آذار 1972         |
|         | الشؤون البلدية والقروية          |        | محمود قنباز        |                            |        | 21 تشرين الثاني 1970 | 23 كانون الأول 1972  |
|         | الاقتصاد والتجارة الخارجية       |        | مصطفى حلاج         |                            |        | 21 تشرين الثاني 1970 | 23 كانون الأول 1972  |
|         | العدل                            |        | أديب النحوي        |                            |        | 21 تشرين الثاني 1970 | 14 كانون الثاني 1980 |
|         | الداخلية                         |        | عبد الرحمن خليفاوي | حزب البعث العربي الاشتراكي |        | 21 تشرين الثاني 1970 | 3 نيسان 1971         |
|         | المواصلات                        |        | عمر السباعي        | الحزب الشيوعي السوري       |        | 21 تشرين الثاني 1970 | 14 كانون الثاني 1980 |
|         | الصناعة                          |        | عبد اللطيف قطيط    |                            |        | 21 تشرين الثاني 1970 | 3 نيسان 1971         |
|         | سد الفرات                        |        | منير ونوس          |                            |        | 21 تشرين الثاني 1970 | 1 أيلول 1974         |
|         | العمل والشؤون الاجتماعية         |        | متعب شنان          | حزب البعث العربي الاشتراكي |        | 21 تشرين الثاني 1970 | 3 نيسان 1971         |
| –       | وزير دولة لشؤون مجلس الوزراء     |        | عدنان بغجاتي       | حزب البعث العربي الاشتراكي |        | 21 تشرين الثاني 1970 | 3 نيسان 1971         |
| –       | وزير دولة لشؤون التخطيط          |        | سامي صوفان         | حزب الوحدويين الاشتراكيين  |        | 21 تشرين الثاني 1970 | 22 آذار 1972         |
| –       | وزير دولة لشؤون القرى الأمامية   |        | أحمد قبلان         | حزب البعث العربي الاشتراكي |        | 21 تشرين الثاني 1970 | 23 كانون أول 1972    |
| –       | وزير دولة                        |        | فائز إسماعيل       | حزب الوحدويين الاشتراكيين  |        | 21 تشرين الثاني 1970 | 26 أيلول 1973        |
| –       | وزير دولة                        |        | يوسف فيصل          | الحزب الشيوعي السوري       |        | 21 تشرين الثاني 1970 | 23 كانون أول 1972    |

## روابط خارجية
- مجلس الوزراء السوري
- الحكومات السورية على موقع رئاسة مجلس الوزراء
- الحكومات السورية على موقع مجلس الشعب السوري
- وزارات الدولة على بوابة الحكومة الإلكترونية السورية
- الوزارات والهيئات الحكومية على موقع مجلس الشعب السوري